# Клави-Варби
Клави́-Варби́ (фр. Clavy-Warby) — коммуна во Франции, находится в регионе Шампань — Арденны. Департамент — Арденны. Входит в состав кантона Синьи-л’Аббеи. Округ коммуны — Шарлевиль-Мезьер.
Код INSEE коммуны — 08124.
Коммуна расположена приблизительно в 190 км к северо-востоку от Парижа, в 90 км севернее Шалон-ан-Шампани, в 12 км к западу от Шарлевиль-Мезьера.

## Население
Население коммуны на 2008 год составляло 351 человек.
| 1962 | 1968 | 1975 | 1982 | 1990 | 1999 | 2008 |
| ---- | ---- | ---- | ---- | ---- | ---- | ---- |
| 180  | 199  | 210  | 330  | 328  | 350  | 351  |

## Администрация
| Период | Период | Фамилия    | Партия | Должность |
| ------ | ------ | ---------- | ------ | --------- |
| 2001   | 2006   | Бернар Уде |        |           |
| 2006   |        | Этьен Моро |        |           |

## Экономика
В 2007 году среди 242 человек в трудоспособном возрасте (15—64 лет) 187 были экономически активными, 55 — неактивными (показатель активности — 77,3 %, в 1999 году было 73,0 %). Из 187 активных работали 173 человека (90 мужчин и 83 женщины), безработных было 14 (6 мужчин и 8 женщин). Среди 55 неактивных 21 человек были учениками или студентами, 25 — пенсионерами, 9 были неактивными по другим причинам.

## Фотогалерея

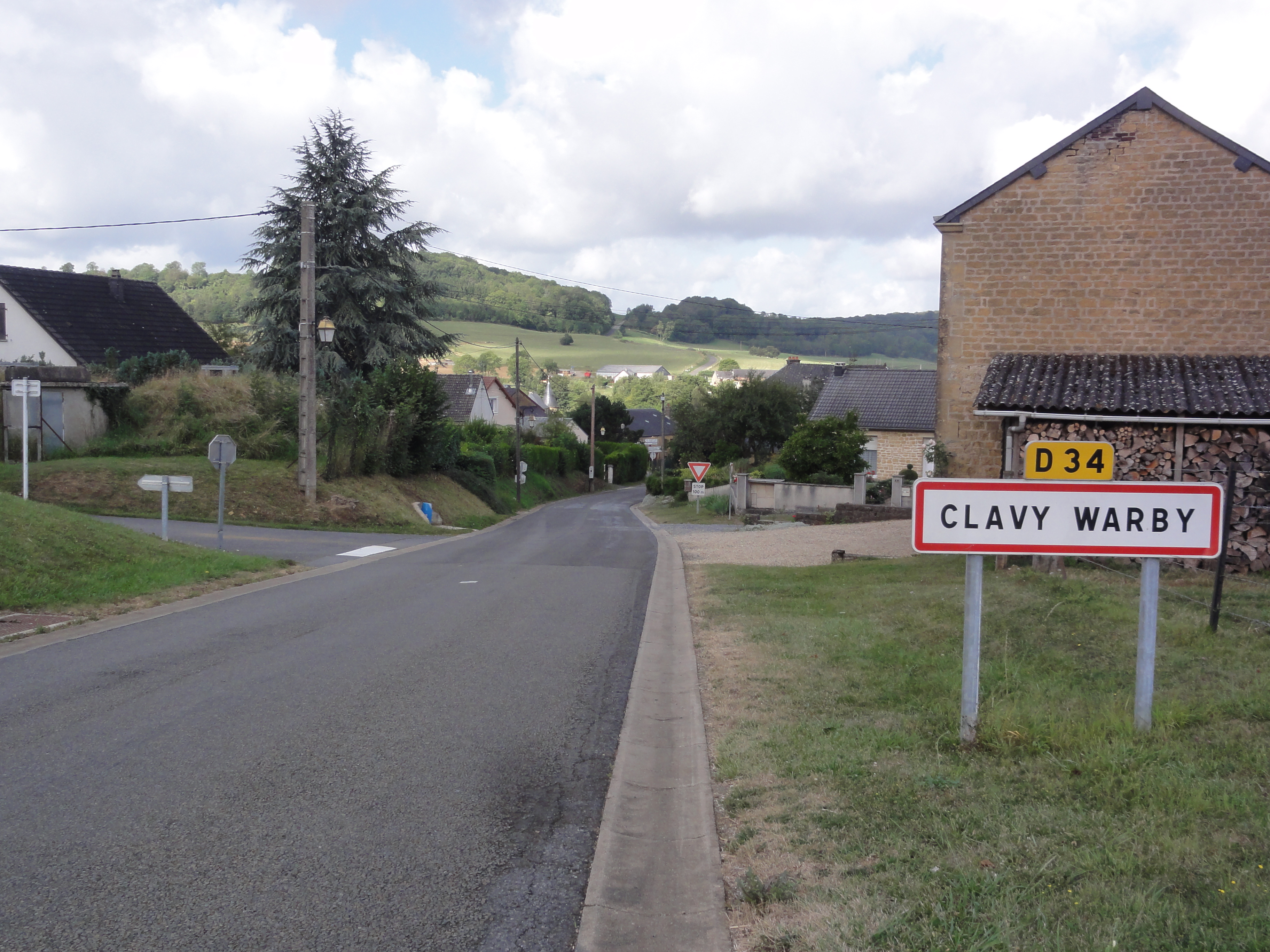
Въезд в Клави-Варби
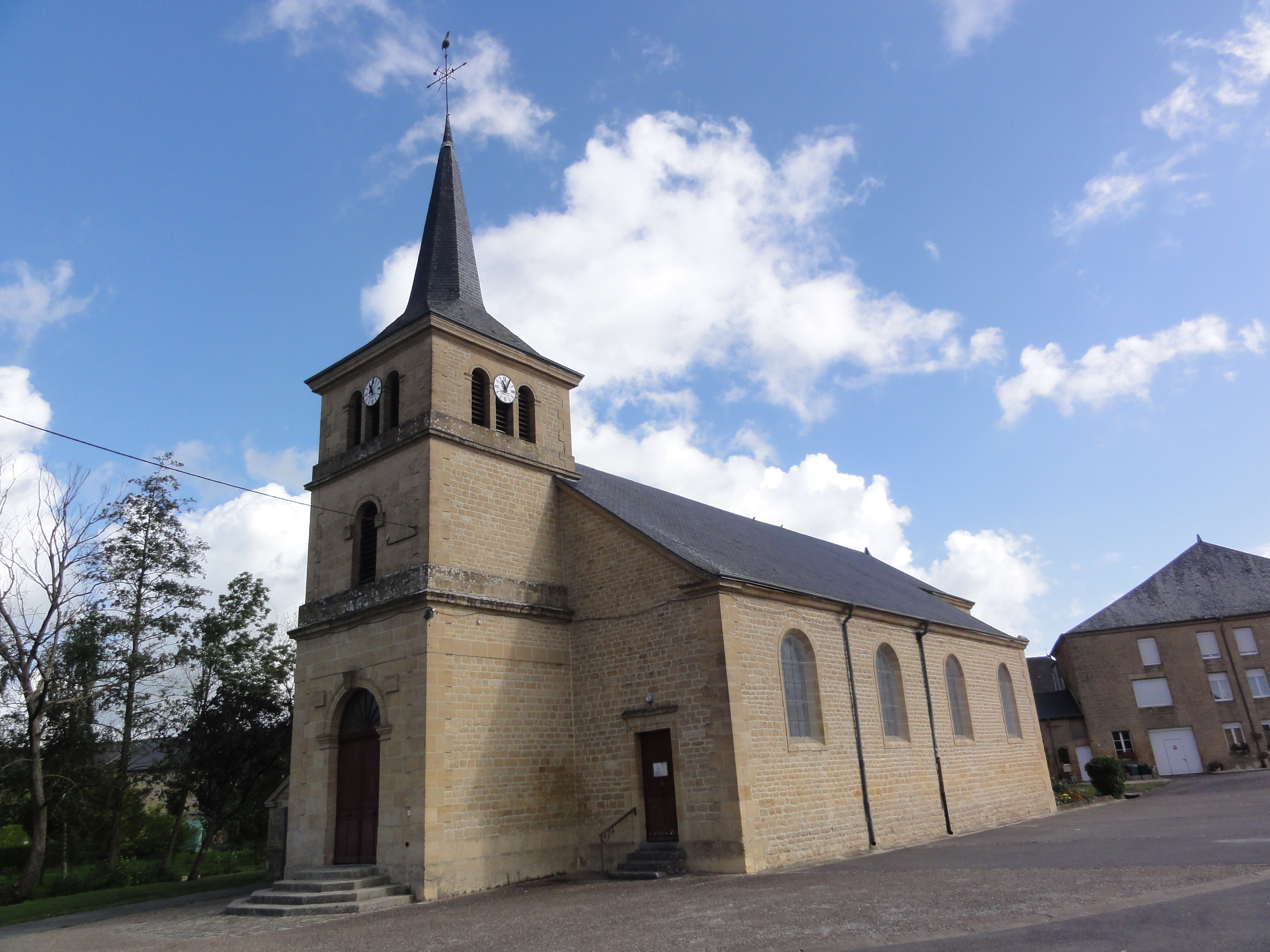
Церковь
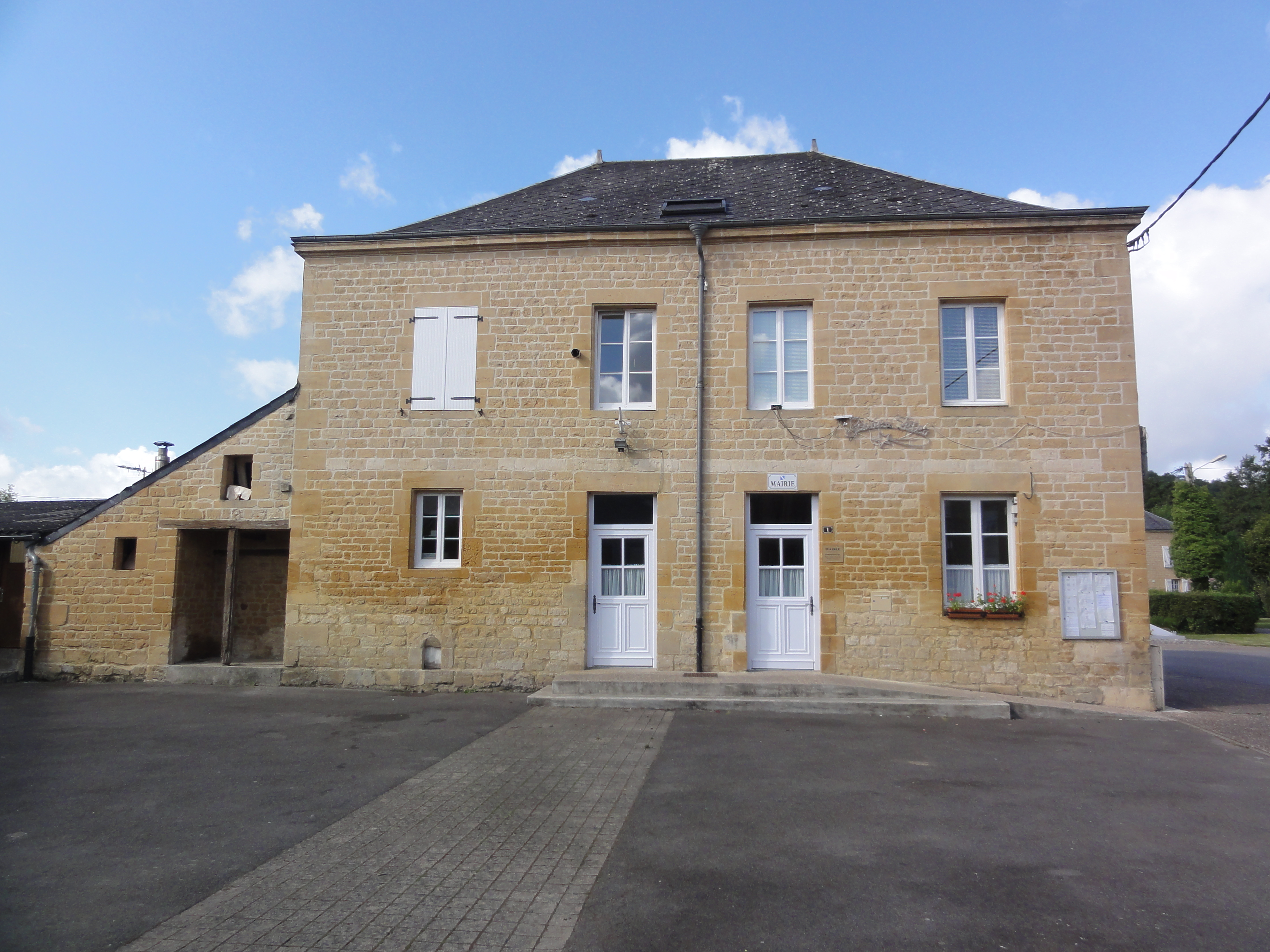
Мэрия
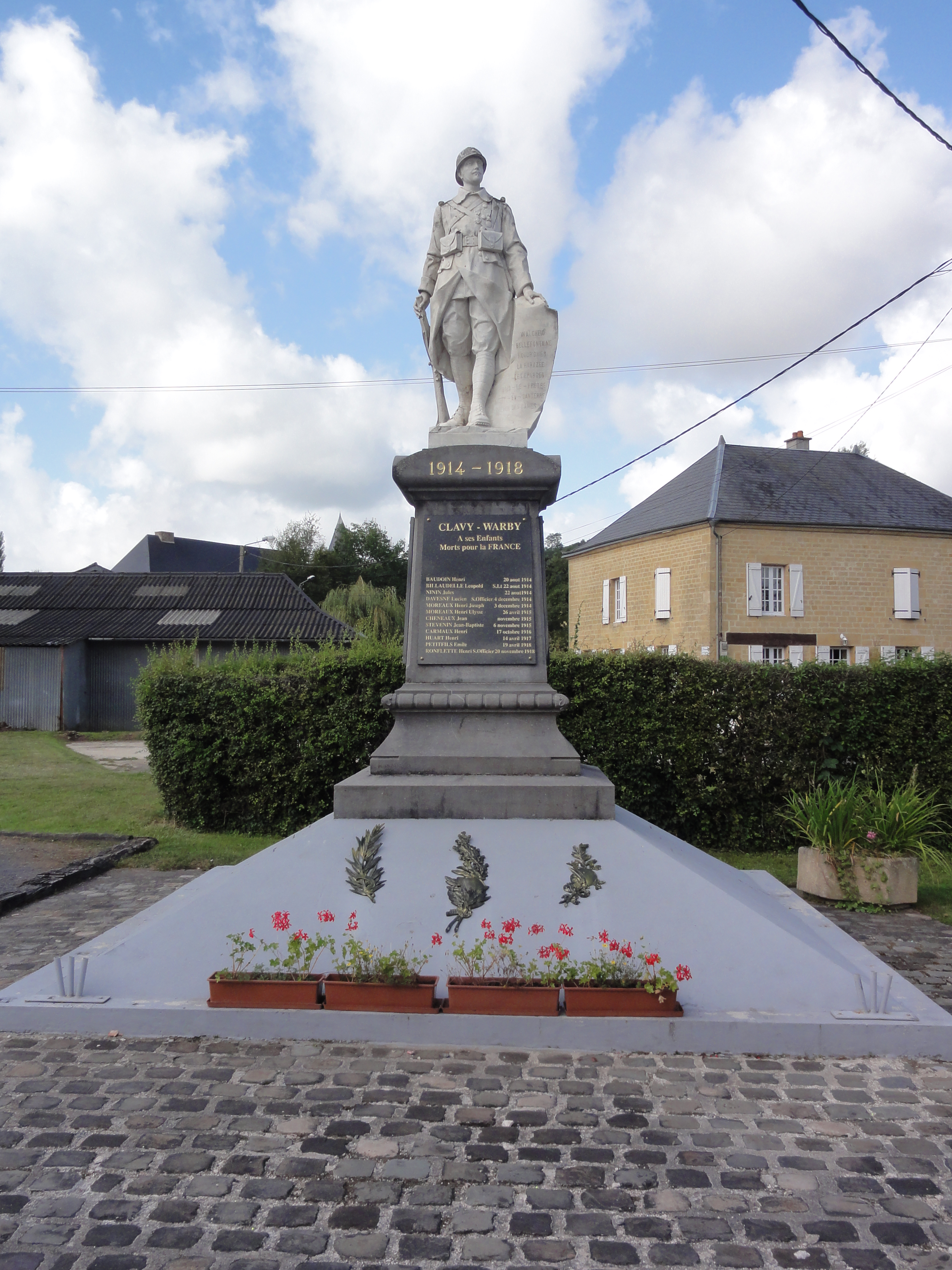
Памятник погибшим в Первой мировой войне